# Carpinus rupestris
Carpinus rupestris ist ein kleiner Baum aus der Gattung der Hainbuchen (Carpinus) mit grauen, zottig behaarten Zweigen. Die Art wächst häufig auf steinigem Untergrund. Das natürliche Verbreitungsgebiet der Art liegt in China.

## Beschreibung
Carpinus rupestris ist ein kleiner 2 bis 4 Meter hoher Baum mit dunkelgrauer Rinde. Die Äste sind schwarzgrau und kahl, die Zweige grau und dicht weiß oder braun zottig behaart. Die Laubblätter haben einen 1 bis 3 Millimeter langen, weiß oder braun zottig behaarten Stiel. Die fast ledrige Blattspreite ist 4 bis 5 Zentimeter lang, 1,5 bis 2 Zentimeter breit, lanzettlich oder länglich-lanzettlich, mit zugespitztem Ende, mehr oder weniger abgerundeter oder breit keilförmiger Basis und einem einfach fein borstig gesägten Blattrand. Es werden 14 bis 17 Nervenpaare gebildet. Die Blattoberseite ist entlang der Mittelrippe spärlich zottig behaart sonst kahl, die Unterseite ist dicht weiß oder braun zottig behaart.
Die weiblichen Blütenstände sind 2 bis 3 Zentimeter lang bei einem Durchmesser von 1 bis 1,2 Zentimetern. Die Blütenstandsachse ist etwa 1 Zentimeter lang und dicht zottig behaart. Die Tragblätter sind 9 bis 10 Millimeter lang, 3 bis 5 Millimeter breit, „halb-eiförmig“ oder „-rundlich“ mit zugespitztem Ende. Der äußere Blattrand ist fein und entfernt gesägt ohne basalem Lappen, der innere Teil ist ganzrandig, mit einem kleinen, eingerolltem basalem Blattöhrchen. Die Blätter haben fünf Blattadern erster Ordnung. Die Oberseite ist flaumhaarig, die Unterseite ist flaumhaarig und entlang der netzartig angeordneten Blattadern langhaarig. Als Früchte werden etwa 3 Millimeter lange, eiförmige, gerippte und dicht zottig behaarte Nüsschen gebildet. Carpinus rupestris blüht von Mai bis Juni, die Früchte reifen von Juni bis August.

## Vorkommen und Standortansprüche
Das natürliche Verbreitungsgebiet liegt im Westen des chinesischen Autonomen Gebiets Guangxi, im Südwesten von Guizhou und im Südosten von Yunnan. Die Art wächst in Dickichten auf felsigen Untergrund in 1100 bis 1700 Metern Höhe.

## Systematik
Carpinus rupestris ist eine Art aus der Gattung der Hainbuchen (Carpinus). Diese wird in der Familie der Birkengewächse (Betulaceae) der Unterfamilie der Haselnussgewächse (Coryloideae) zugeordnet. Die Art wurde 1929 von der französischen Botanikerin Aimée Antoinette Camus erstmals wissenschaftlich beschrieben. Der Gattungsname Carpinus stammt aus dem Lateinischen und wurde schon von den Römern für die Hainbuche verwendet. Das Artepitheton rupestris leitet sich vom lateinischen Wort für „Felsen“ ab und verweist auf den Standort auf felsigen Böden.

## Nachweise